# Menjamel cap-ratllat
El menjamel cap-ratllat (Pycnopygius stictocephalus) és un ocell de la família dels melifàgids (Meliphagidae).

## Hàbitat i distribució
Habita els boscos de Nova Guinea, illes Aru i Salawati (a les Raja Ampat).